# Avenida Santiago Mariño
Avenida Santiago Mariño es el nombre que recibe una conocida avenida localizada en la ciudad de Porlamar, la más populosa ciudad de la Isla de Margarita, en el Estado Nueva Esparta ubicado al oriente de Venezuela. Debe su denominación a Santiago Mariño prócer independentista de la región oriental venezolana, natural del El Valle del Espíritu Santo.

## Descripción
Es una vía de transporte carretero que comienza su recorrido muy cerca del litoral costero (Mar Caribe, sur de la Isla de Margarita) en la intersección de la Calle Zamora con la Calle Maneiro cerca del Río El Valle, el Paseo Rómulo Gallegos y el Hotel Margabella Suites. Conectando además con la Calle Guaraguao, Calle Velásquez, Calle Igualdad, Calle Marcano, Calle Cedeño, Calle Jesús María Patiño y la Calle Tubores.
En su recorrido y sus alrededores se encuentran el Hotel Margarita Suites, el Grupo David Enterprises, el Hotel Stauffer, el Hotel Colibrí, el Hotel Bella Vista, entre otros puntos de interés.

## Decadencia de la Avenida
La emblemática Avenida Santiago Mariño, otrora uno de los puntos turísticos más concurridos de la isla de Margarita, hoy presenta un panorama de abandono y desolación. Esta vía, que alguna vez fue uno de los destinos predilectos de quienes visitaban la isla, ahora se encuentra cerrada y desierta. Como ha sucedido en múltiples ciudades del país, la crisis económica reciente ha impactado severamente al comercio local. Según testimonios de residentes, solo cuatro o cinco negocios en la Avenida Santiago Mariño actualmente abren al público, y la mayoría no se dedica a la venta de ropa o calzado. El comercio de la isla ha enfrentado, además de la crisis económica, los estragos de la pandemia de COVID-19. Esta situación global no solo afectó la salud de las personas, sino que también repercutió en la economía mundial, llevando al cierre de numerosos establecimientos comerciales en la isla.
Sin embargo, pese al evidente deterioro de infraestructuras turísticas como la Avenida Santiago Mariño, el gobierno ha continuado promocionando la isla como destino turístico. Alí Padrón, Ministro de Turismo, informo la llegada de turistas rusos al Aeropuerto Internacional Santiago Mariño en Porlamar, destacando que en los últimos seis meses han arribado a la isla un total de 21.337 turistas rusos por la ruta Moscú-Porlamar.